# Joel Tillema
Joel Tillema ('s-Gravenhage, 5 september 1989) is een voormalig Nederlands profvoetballer die onder contract gestaan heeft bij ADO Den Haag. Hij voetbalt momenteel bij AFC.

## Carrière
Tillema begon met voetballen bij amateurclub RVC Rijswijk, waar hij werd opgemerkt door de scouts van Ajax. Hij belandde in de jeugdopleiding van de Amsterdamse club, maar keerde na enige tijd weer terug naar zijn geboortestad om in de jeugd van ADO Den Haag te spelen. Hij maakte zijn debuut in het betaald voetbal op 24 oktober 2008 in de met 3-1 verloren uitwedstrijd tegen Heracles Almelo, nadat Ahmed Ammi in de warming-up geblesseerd afhaakte. Uiteindelijk kwam Tillema niet verder dan vier wedstrijden in drie seizoenen voor ADO Den Haag. In de zomer van 2011 vertrok Tillema naar de Hoofdklasser SVV Scheveningen, waarna Tillema vervolgens ook nog voor VV Zwaluwen, SV Spakenburg en Rijnsburgse Boys uitkwam. In december 2019 werd bekend dat Tillema in het seizoen 2020/2021 voor AFC Amsterdam zal spelen.